# Elizabeth Hamilton (1641-1708)
Pour les articles homonymes, voir Elizabeth Hamilton.
Elizabeth Hamilton, comtesse de Gramont (1641-1708), est une aristocrate d'origine écossaise et irlandaise, figure de la cour de Charles II d'Angleterre, puis, après son mariage avec Philibert de Gramont, de la cour de Louis XIV où elle est la dame d'honneur de la reine Marie-Thérèse d'Autriche.
Connue sous le nom de « la belle Hamilton », elle est l'une des beautés de Windsor peintes par Peter Lely. Elle apparaît en bonne place dans les Mémoires du comte de Grammont, écrits par son frère Antoine Hamilton.

## Famille
Elizabeth Hamilton est née en 1641, en Irlande,  probablement à Nenagh . Elle est le troisième enfant de George Hamilton et de Mary Butler . Son père est le quatrième fils de James Hamilton, comte d'Abercorn, et devient en 1660  baronnet de Donalong et Nenagh . Sa mère est la troisième fille de Thomas Butler, vicomte Thurles, et la sœur de James Butler, comte, marquis puis duc d'Ormonde. Ses deux parents sont catholiques. Elizabeth a neuf frères et sœurs : James, George, Antoine, Richard, John, Lucia et Margaret.

## Guerres irlandaises
La rébellion irlandaise de 1641 éclate l'année de sa naissance. La rébellion est suivie par les guerres confédérées irlandaises (1642-1648) et la conquête cromwellienne de l'Irlande (1649-1653). Elizabeth, ses frères et sœurs et sa mère vivent dans la maison familiale à Nenagh, dans le territoire des Confédérés, tandis que son père sert le comte d'Ormonde dans l'armée irlandaise qui combat contre les Confédérés jusqu'à la Cessation signée en 1643 . En 1649, lors de la conquête cromwellienne de l'Irlande, son père est colonel d'un régiment d'infanterie et gouverneur de Nenagh . Il défend le château de Nenagh en novembre 1650 lorsqu'il est attaqué et capturé par l'armée parlementaire commandé par Henry Ireton de retour du siège de Limerick .

## Exil en France
Au début de 1651, la famille d'Elizabeth suit le marquis d'Ormonde en exil en France . La famille se rend d'abord à Caen  où elle est hébergée pendant quelque temps par Elizabeth Preston, marquise d'Ormonde . Son père et ses frères aînés, James et George, sont employés par Charles II, lui aussi en exil, dans diverses fonctions  . Elizabeth part ensuite pour Paris avec sa mère, qui trouve refuge au couvent des Feuillantines avec sa sœur Eleanor Butler, Lady Muskerry , tandis que la jeune fille est envoyée en pension aux petites écoles de Port-Royal. Elle y séjourne pendant sept ou huit ans avec sa cousine Helen Muskerry .
Après avoir quitté l'école, elle fréquente la cour d'Henriette-Marie de France, veuve de Charles Ier, qui a fui en France en 1644 et s'est installée en 1657 au château de Colombes .

## Séjour à la cour d'Angleterre
Elizabeth devient une figure de la cour de Whitehall en 1661. Elle est admirée pour sa grande beauté et est appelée « la belle Hamilton » . Elle est également connue pour son jugement, son charme et sa sensibilité. Elle est considérée comme pleine d'esprit et prudente dans ses paroles . Elle aime aussi les farces et les tours. Elle se moque ainsi de Margaret Bourke, une riche héritière, épouse de son cousin Lord Muskerry, en lui faisant croire qu'elle a été invitée à une mascarade par la reine et qu'elle doit se déguiser en femme babylonienne. Cet épisode est raconté dans les Mémoires du comte de Grammont .
Elizabeth est très courtisée à Whitehall. Elle l'est d'abord par le duc de Richmond qu'elle rejette lorsqu'elle apprend qu'il ne l'épousera pas sans dot . Elle résiste également aux avances de Henry Jermyn, 1er baron Dover, bien que réputé irrésistible . Elle n'est pas non plus tentée par le revenu de trente mille par an de l'héritier du duché de Norfolk , et elle repousse Charles Berkeley, 1er comte de Falmouth . Courtisée par le duc d'York , elle doute de la sincérité de ses intentions, le prince ayant épouser Anne Hyde en 1660 .
Enfin, en janvier 1663, apparaît Philibert, chevalier de Gramont, exilé français  . Il a déjà la quarantaine et est un jeune demi-frère du duc Antoine III de Gramont. Il s'est attiré des ennuis à la cour de France en courtisant Anne-Lucie de la Mothe-Houdancourt, sur laquelle Louis XIV a jeté son dévolu  . Le chevalier de Gramont entre rapidement dans le cercle restreint de la cour anglaise, où le français est la langue dominante. Elizabeth admire son esprit et sa bravoure et tombe amoureuse de lui.

## Mariage et enfants
Philibert et Elizabeth se marient à Londres à la fin de 1663 ou au début de 1664   . En mars 1664, ayant appris son mariage, Louis XIV lui écrit une lettre lui donnant la permission de revenir . Elizabeth donne naissance à un fils le 28 août, mais il meurt en bas âge   .
Elizabeth et Philibert ont deux filles  :
1. Claude-Charlotte (1665 - 1739), mariée le 6 avril 1694 à Henry Stafford-Howard, 1er comte de Stafford, sans postérité  [39] [40] ;
2. Marie-Élisabeth (1667-1729), devient en 1695 l'abbesse du chapitre de Poussay [41] [42] [43].

Toutes deux sont demoiselles d'honneur de Marie-Anne de Bavière après son mariage avec le Grand Dauphin en 1680 .

## Vie à la cour de France
Elizabeth s'installe avec son mari en France  et est nommée en 1667 dame du palais de la reine Marie-Thérèse d'Autriche . À la cour, elle est reconnue comme une femme d'une beauté et d'un esprit considérables .
En 1679, à la mort de son frère aîné Henri, qui l'avait désigné comme son héritier , son mari devint comte de Toulongeon. Ne voulant pas changer leur nom, le couple est désormais connu sous le nom de comte et comtesse de Gramont.
En 1679, elle est désignée comme cliente de La Voisin et est ainsi incriminée dans l'Affaire des poisons. Cependant, aucune mesure n'est prise à son encontre. En 1684, Fénelon devient son guide spirituel . En mai 1690, le roi lui assigne un appartement au château de Versailles libéré par la mort de Charles de Sainte-Maure, duc de Montausier, précepteur du Dauphin .
En 1696, son mari tombe gravement malade et après sa guérison, il suit son exemple et se tourne vers la dévotion . En 1699, elle tombe en disgrâce à cause d'une visite qu'elle a faite à Port-Royal des Champs , que le roi n'apprécie pas, l'abbaye étant un haut-lieu du jansénisme. Elle doit donc lui demander pardon .
En mai 1703, Louis XIV lui prête une maison près de l'extrémité des jardins de Versailles, appelée Les Moulineaux  , qu'elle renomme Pontalie d'après un conte écrit par son frère Antoine .
Son mari meurt le 31 janvier 1707 à Paris , et elle meurt un an plus tard, le 3 juin 1708, également à Paris  .

### Sources
- William Henry Davenport Adams, Famous Beauties and Historic Women, a Gallery of Croquis Biographiques, vol. I, Londres, Charles J. Skeet, 1865, 67–84 p. (OCLC 556759343, lire en ligne), « Elizabeth Hamilton, Countess of Grammont »
- Osmund Airy, « Butler, James, twelfth Earl and first Duke of Ormonde (1610–1688) », dans Leslie Stephen, Dictionary of National Biography, vol. VIII, New York, MacMillan and Co., 1886, 52–60 p. (OCLC 8544105, lire en ligne)
- Louis Simon Auger, Notice sur la vie et les ouvrages d'Hamilton, vol. Tome premier, Paris, Colnet, Fain, Mongie, Debray & Delaunai, 1805, 1–30 p. (OCLC 848652758, lire en ligne)
- Karen Britland, « Exile or Homecoming? Henrietta Maria in France 1644–1669 », dans Philip Mansel, Torsten Riotte, Monarchy and Exile, The Politics of Legitimacy from Marie de Médicis to Wilhelm II, Londres, Palgrave Macmillan, 2011 (ISBN 978-0-230-24905-9, lire en ligne), p. 120-140.
- Thomas Carte, The Life of James Duke of Ormond, vol. III, Oxford, Oxford University Press, 1851, nouvelle éd. (1re éd. 1736) (OCLC 1086656347, lire en ligne) – 1643 to 1660
- Ruth Clark, Anthony Hamilton: his Life and Works and his Family, Londres, John Lane, 1921 (OCLC 459281163, lire en ligne)
- Edward Corp, « Hamilton, Anthony [Antoine], Count Hamilton in the French nobility (1644/5?–1719) », dans Colin Matthew et Brian Harrison, Oxford Dictionary of National Biography, vol. 24, New York, Oxford University Press, 2004a, 766–768 p. (ISBN 0-19-861374-1, lire en ligne )
- Edward Corp, « Hamilton, Elizabeth, Countess de Gramont », dans Colin Matthew et Brian Harrison, Oxford Dictionary of National Biography, vol. 24, New York, Oxford University Press, 2004b, 786–787 p. (ISBN 0-19-861374-1, lire en ligne )
- Edward Corp, A Court in Exile: The Stuarts in France, Cambridge, Cambridge University Press, 2004c (ISBN 0-521-58462-0, lire en ligne)
- Madame de Coulanges et Ninon de L'Enclos, Lettres de Madame de Coulanges et de Ninon de l'Enclos, Paris, Chaumerot Jeune, 1823 (OCLC 38716810, lire en ligne)
- Peter Cunningham, « The Early Painters of England: Peter Lely », The Art Journal, vol. 27 (Vol. 4, New series),‎ 1865, p. 7–8 (lire en ligne)
- Philippe de Courcillon, marquis de Dangeau, Journal du marquis de Dangeau, t. premier, Paris, Firmin Didot Frères, 1854a (OCLC 310446765, lire en ligne)
- Philippe de Courcillon, marquis de Dangeau, Journal du marquis de Dangeau, t. troisième, Paris, Firmin Didot Frères, 1854b (OCLC 310446765, lire en ligne)
- Philippe de Courcillon, marquis de Dangeau, Journal du marquis de Dangeau, t. onzième, Paris, Firmin Didot Frères, 1857a (OCLC 310446765, lire en ligne)
- Philippe de Courcillon, marquis de Dangeau, Journal du marquis de Dangeau, t. douzième, Paris, Firmin Didot Frères, 1857b (OCLC 310446765, lire en ligne)
- Émile Gaspard, Abbaye et Chapitre de Poussay, Nancy, Crépin-Leblond, 1871 (OCLC 494290851, lire en ligne)
- Anthony Hamilton, Mémoires de la vie du comte de Grammont, Cologne, Pierre Marteau, 1713 (OCLC 1135254578, lire en ligne)
- Anthony Hamilton, Le Bélier, t. second, Paris, Colnet, Fain, Mongie, Debrai & Delaunai, coll. « Oeuvres Complètes d'Hamilton », 1805, 127–282 p. (OCLC 164833511, lire en ligne)
- (en) Cyril H. Hartmann (éditeur), « The Chronology of the Memoirs of Comte de Gramont », dans Anthony Hamilton, Memoirs of the Comte de Gramont, Londres, E. P. Dutton and Company, 1930 (OCLC 1150292676, lire en ligne), p. 370–378.
- Conleth Manning, « The Two Sir George Hamiltons and their Connections with the Castles of Roscrea and Nenagh », Tipperary Historical Journal,‎ 2001, p. 149–154 (lire en ligne)
- Lewis Melville, The Windsor Beauties, Londres, Hutchinson, 1928 (OCLC 2991434, lire en ligne), « Chapter V - Elizabeth, Countess de Grammont »
- Alexander Hastie Millar, « Hamilton, James, first Earl of Abercorn (d.1617) », dans Leslie Stephen, Dictionary of National Biography, vol. XXIV, New York, MacMillan and Co., 1890, 176–177 p. (OCLC 8544105, lire en ligne)
- Éamonn Ó Ciardha, « Hamilton, Elizabeth (La Belle Hamilton) », sur Dictionary of Irish Biography, octobre 2009 (consulté le 6 août 2021)
- Michael Perceval-Maxwell, « Butler, James », sur Dictionary of Irish Biography, octobre 2009 (consulté le 23 octobre 2022)
- James McMullen Rigg, « Hamilton, Elizabeth, Comtesse de Gramont (1641–1708) », dans Leslie Stephen, Dictionary of National Biography, vol. XXIV, New York, MacMillan and Co., 1890, 146–147 p. (OCLC 8544105, lire en ligne)
- Louis de Rouvroy, duc de Saint-Simon, Mémoires du duc de Saint-Simon, t. onzième, Paris, Hachette, 1895 (OCLC 1068033585, lire en ligne) – 1703
- Louis de Rouvroy, duc de Saint-Simon, Mémoires du duc de Saint-Simon, t. quatorzième, Paris, Hachette, 1899 (OCLC 1068033585, lire en ligne) – 1706 to 1707
- Louis de Rouvroy, duc de Saint-Simon, Mémoires du duc de Saint-Simon, t. seizième, Paris, Hachette, 1902 (OCLC 1068033585, lire en ligne) – 1708
- Henry Benjamin Wheatley, « Anthony Hamilton's Mémoires de la Vie du Comte de Gramont », dans Adolphus William Ward et Alfred Rayney Waller, The Cambridge History of English and American Literature, vol. 8, Londres, Cambridge University Press, 1907–1921 (ISBN 1-58734-073-9, lire en ligne)